# クッキングシート

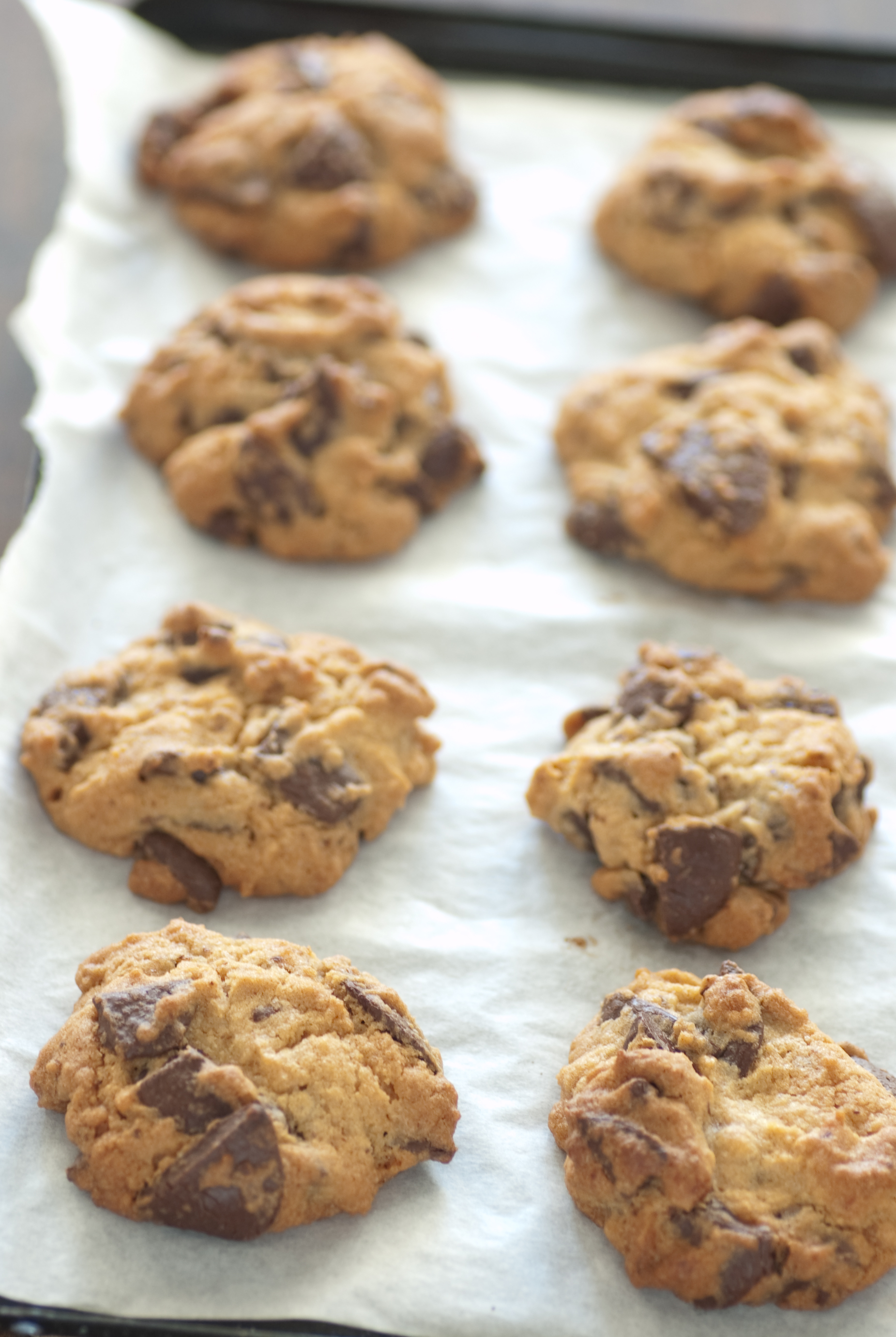

クッキングシートは、料理の際に利用される紙製品である。耐熱性があり、また水蒸気は透過させるが液体の水は通さないなどの選択性がある。

## 概要
クッキングシートは紙を使った製品で、表面に滑らかな光沢があり半透明で、食材が張り付きにくいことを除けば、薄手の普通紙に似ているが、たいていはロール状になっている。必要な長さを引き出して切り、利用する。
この紙は表面にシリコンないしテフロンがコーティングしてあり、水に溶けることがない。また耐熱性は摂氏250度程度で、直接火に触れなければ焦げたり燃えたりはしない。
用途としてはオーブン天板の上に敷いて、その上に食材を置いたりする他、電子レンジでの調理に利用したり、鍋やフライパンの上に敷いて、その上で食材を調理することが可能である。食用油を使用しないでも、それら調理器具に食材が焦げ付くことを防止することが可能である。また、水蒸気は通しながら水を通さないため、食品から水蒸気として出た水分が再び食品に戻り、表面をふやかせてしまうことを防止することが可能である。
従来、こういった用途にはアルミホイルが利用されていたが、アルミよりも軽量で焦げ付きにくく、またごみとして廃棄する場合には燃えるごみとして出せるため、扱いやすいのが特徴である。

## クッキングシート以前
クッキングシートが開発され利用される以前は、亜硫酸で処理して圧力を加えたグラシンないしグラシンにパラフィンを染み込ませたパラフィン紙が似たような用途に使われていたが、こちらは耐熱性が低い。カップケーキなどの紙製カップに使われていたのはこれらである。